# أكاذيب مخبأة في حديقتي
أكاذيب مخبأة في حديقتي (بالكورية: 마당이 있는 집)، هو مسلسل تلفزيوني كوري جنوبي، بطولة كيم تاي-هي، ليم جي-هيون، كيم سونغ-اوه تشوي جاي-ريم. عرض على Genie TV و ENA في 19 يونيو الى 11 يوليو 2023، بث كل يومي الإثنين والثلاثاء.

## القصة
نشأت جو-ران (كيم تاي-هي) في عائلة ثرية. هي الآن ربة منزل ومتزوجة من جاي-هو (كيم سونغ-اوه) الذي يعمل كطبيب، كانوا يعيشون في منزل به فناء. جو ران سعيدة وتعيش حياة مثالية، اهتزت حياتها اليومية الهادئة فجأة عندما لاحظت رائحة غريبة في فناء منزلها الخلفي. يؤدي هذا إلى قيام جو-ران في النهاية بالتحقيق مع زوجها ومقابلة سانغ-ايون (ليم جي-ايون). تعيش سانغ-ايون حياة مختلفة تمامًا عن جو-ران. نشأت في بيئة فقيرة، وحتى الآن تعاني من صعوبات مالية. تعيش في شقة رثة مستأجرة مع زوجها يون بوم (تشوي جاي ريم). يعمل يون-بيوم في شركة أدوية. تتعرض سانغ إيون للعنف المنزلي من قبل زوجها يون-بوم. حياتها بائسة تماما. ذات يوم، تتلقى مكالمة هاتفية تفيد بأن يون-بيوم قد مات.

## الطاقم
- كيم تاي هي في دور جو ران[4]
- ليم جي يون في دور سانغ يون[4]
- كيم سونغ-اوه في دور جاي هو[4]
- تشوي جاي ريم في دور يون بوم[4]

### داعم
- جونغ هي تاي في دور دو-كيونغ: رئيس مركز الشرطة.[5]
- تشا مي كيونغ في دور والدة سانغ إيون المصابة بالخرف.[6]

## الإنتاج
المسلسل من اخراج جونغ جي-هيون، الذي شارك في اخراج السيد المشرق (2018)، الملك: ملك أبدي (2019)، 2521 (2022)، وأخرج أنت ربيعي (2021). من تخطيط كي تي استوديو وإنتاجه بالاستعانة بشركة دوروثي فيلم بجانب استوديو دراغون.

## الإصدار
المسلسل متاحاً عبر نتفليكس في كوريا الجنوبية، وأمازون برايم فيديو في مناطق مختارة. و IQIYI بلغات مختلفة.

## المشاهدات
| الموسم | الموسم | رقم الحلقة | رقم الحلقة | رقم الحلقة | رقم الحلقة | رقم الحلقة | رقم الحلقة | رقم الحلقة | رقم الحلقة | المتوسط |
| الموسم | الموسم | 1          | 2          | 3          | 4          | 5          | 6          | 7          | 8          | المتوسط |
| ------ | ------ | ---------- | ---------- | ---------- | ---------- | ---------- | ---------- | ---------- | ---------- | ------- |
|        | 1      | 226        | 283        | 433        | 519        | 378        | 458        | 437        | 577        | 414     |

| الحلقات | تاريخ البث    | تقييمات "نيلسن كوريا" | تقييمات "نيلسن كوريا" |
| الحلقات | تاريخ البث    | على الصعيد الوطني     | منطقة العاصمة         |
| ------- | ------------- | --------------------- | --------------------- |
| 1       | 19 يونيو 2023 | 1.195%                | 1.189%                |
| 2       | 20 يونيو 2023 | 1.249%                | 1.189%                |
| 3       | 26 يونيو 2023 | 1.940%                | 2.419%                |
| 4       | 27 يونيو 2023 | 2.553%                | 3.002%                |
| 5       | 2 يوليو 2023  | 1.972%                | 2.227%                |
| 6       | 3 يوليو 2023  | 2.456%                | 3.078%                |
| 7       | 10 يوليو 2023 | 2.262%                | 2.629%                |
| 8       | 11 يوليو 2023 | 2.974%                | 3.231%                |
| المعدل  | المعدل        | 2.075%                | 2.376%                |

## الجوائز والترشيحات
| قائمة الجوائز والترشيحات | قائمة الجوائز والترشيحات | قائمة الجوائز والترشيحات        | قائمة الجوائز والترشيحات | قائمة الجوائز والترشيحات | قائمة الجوائز والترشيحات |
| السنة                    | الجائزة                  | الفئة                           | المستلم                  | النتيجة                  | م.                       |
| ------------------------ | ------------------------ | ------------------------------- | ------------------------ | ------------------------ | ------------------------ |
| 2024                     | جوائز بايكسانغ للفنون    | أفضل مخرج                       | جونغ جي هيون             | رُشِّح                      | [ 11 ]                   |
| 2024                     | جوائز بايكسانغ للفنون    | أفضل ممثلة                      | ليم جي يون               | رُشِّح                      | [ 11 ]                   |
| 2023                     | يوم بيكدل                | اختيار بيكدل 10 – فئة المسلسلات | أكاذيب مخبأة في حديقتي   | فوز                      | [ 12 ] [ 13 ]            |
| 2023                     | يوم بيكدل                | أفضل ممثلة - فئة المسلسلات      | ليم جي يون               | فوز                      | [ 12 ] [ 13 ]            |

## روابط خارجية
- الموقع الرسمي
 (بالكورية)
- أكاذيب مخبأة في حديقتي على موقع IMDb (الإنجليزية)
- أكاذيب مخبأة في حديقتي على موقع قاعدة بيانات الفيلم (الإنجليزية)
- أكاذيب مخبأة في حديقتي على هانسينما